# Siegfried Hadler
Siegfried Hadler (* 22. Dezember 1932) ist ein ehemaliger deutscher Polizeioffizier. Er war Generalmajor und von 1976 bis 1990 Chef der Bezirksbehörde der Deutschen Volkspolizei (BDVP) Rostock.

## Leben
Hadler, Sohn des Maurermeisters Richard Hadler, absolvierte nach dem Besuch der Volks- und der Oberschule mit Abitur eine kaufmännische Lehre. Er arbeitete anschließend als Verwaltungsangestellter. Hadler wurde Mitglied der Sozialistischen Einheitspartei Deutschlands (SED) und 1953 Angehöriger der Deutschen Volkspolizei (VP). Er begann seinen Dienst bei der Kriminalpolizei und qualifizierte sich zum Diplom-Kriminalisten.
Hadler war als Oberst der VP Stellvertreter Operativ des Chefs und nach der Verabschiedung des Chefs der BDVP Rostock, Ernst Fuchs, im April 1976 zunächst mit der Führung beauftragt. Im November 1976 wurde er zum Chef der BDVP Rostock ernannt. Hadler wurde auch Mitglied der SED-Bezirksleitung und Abgeordneter des Bezirkstages Rostock. Am 29. Juni 1979 wurde er vom Vorsitzenden des Nationalen Verteidigungsrates der DDR Erich Honecker zum Generalmajor ernannt.

## Auszeichnungen
- 1978 Kampforden „Für Verdienste um Volk und Vaterland“
- 1983 Vaterländischer Verdienstorden in Bronze